# Uljanowo (Kaliningrad)
Uljanowo (russisch Ульяново; deutsch Kraupischken, 1938–1945 Breitenstein) ist eine Siedlung in der russischen Oblast Kaliningrad. Der Ort gehört zur kommunalen Selbstverwaltungseinheit Stadtkreis Neman im Rajon Neman und befindet sich etwa 25 km südlich des Rajonzentrums Neman im Instertal.

## Geschichte

Kraupischken ostnordöstlich von Königsberg und nordöstlich von Insterburg (Insterbg.) auf einer Landkarte von 1908.

Als sich die Ordensritter mit dem Bischof von Samland Jakob von Bludau geeinigt hatte, die Landschaft Nadrauen aufzuteilen, wurde es am 20. November 1352 als Cropiscen an der Instrad erstmals urkundlich erwähnt, und ist damit eine der ältesten Siedlungen im Kreis. Zwei Jahre später führte der erste Handelsweg durch den Ort.
1554 wurde die Kirchengemeinde gegründet. Augustin Jamund übersetzte im folgenden Jahr das Neue Testament ins Litauische.
Nachdem 1708/09 die Hälfte der Bevölkerung an der Pest gestorben war, blieb der Ort für Jahrzehnte wüst, bis König Friedrich Wilhelm I. tausende Kolonisten, zum Teil Salzburger Exulanten (vertriebenen Protestanten), ins Land holte. 1723 fand man auf dem Gut Breitenstein Fürstengräber der Aesti (gentes Aestorium) aus der Zeit 600 bis 800 n. Chr. und 1725 erstattete Johann Jakob Rohde (1690–1727), ab 1720 Professor der Logik und Metaphysik in Königsberg, Bericht über die Ausgrabungen.
1808 wirkte sich die Aufhebung der Leibeigenschaft und des Scharwerkzwangs günstig für die Entwicklung des Ortes aus. 1856/57, bei Ausbau des Straßennetzes, erreichte die erste Steinstraße den Ort. 1859 begann der regelmäßige Wochenmarkt, 1861 der jährliche Vieh- und Pferdemarkt. 1866 fielen über 100 Häuser einem Gewittersturm und Feuer zum Opfer. 1902 erfolgte die Anbindung an die Kleinbahnlinie Insterburg–Ragnit.
1938 wurde der Ort für wenige Monate in Platzdorf umbenannt, dann in Breitenstein.
1946 kamen 52 russische Familien in das von den deutschen Bewohnern verlassene Dorf. Im Jahr 1947 erfolgte die Umbenennung in Uljanowo.  Der Ort wurde Sitz eines Dorfsowjets und des Sowchos (Staatsgutes) Luninski. Schuldirektor Userzow gründete im Ort 1981 ein privates Ostpreußen-Museum. Von 2008 bis 2016 gehörte Uljanowo zur Landgemeinde Luninskoje selskoje posselenije und seither zum Stadtkreis Neman.

### Einwohnerentwicklung
| Jahr | Einwohner |
| ---- | --------- |
| 1910 | 693       |
| 1933 | 1.045     |
| 1939 | 1.263     |
| 2002 | 764       |
| 2010 | 607       |

### Uljanowski selski Sowjet 1947–1954
Der Dorfsowjet Uljanowski selski Sowjet (russisch Ульяноский сельский Совет) wurde im Juni 1947 eingerichtet. Im Jahr 1954 wurde der Dorfsowjet wieder aufgelöst und an den Schilinski selski Sowjet angeschlossen.
| Ortsname              | Name bis 1947/50                                           | Jahr der Umbenennung |
| --------------------- | ---------------------------------------------------------- | -------------------- |
| Griwino (Гривино)     | Girrehnen, 1938–1945: „Güldengrund“                        | 1947                 |
| Grosnoje (Грозное)    | Tilsewischken, 1938–1945: „Tilsenberg“                     | 1950                 |
| Gruschewka (Грушевка) | Groß Perbangen                                             | 1947                 |
| Kaschino (Кашино)     | Kauschen                                                   | 1947                 |
| Medwedewo (Медведево) | Abschruten [Ksp Kraupischken], 1938–1945: „Steinflur“      | 1950                 |
| Schmeljowo (Шмелёво)  | Warnen                                                     | 1950                 |
| Uljanowo (Ульяново)   | Kraupischken, 1938: „Platzdorf“, 1938–1945: „Breitenstein“ | 1947                 |

### Uljanowski selski okrug 1998–2008
Der Dorfbezirk Uljanowski selski okrug (russisch Ульяноский сельский округ) wurde vermutlich im Jahr 1997 oder 1998 eingerichtet. Seine Orte gehörten zuvor zum Luninski selski okrug. Im Jahr 2008 wurde der Dorfbezirk aufgelöst und seine Orte in die neu gebildete Landgemeinde Luninskoje selskoje posselenije eingegliedert.
| Ortsname                  | deutscher Name            |
| ------------------------- | ------------------------- |
| Griwino (Гривино)         | Girrehnen/Güldengrund     |
| Gruschewka (Грушевка)     | Groß Perbangen            |
| Schmeljowo (Шмелёво)      | Warnen                    |
| Uljanowo (Ульяново)       | Kraupischken/Breitenstein |
| Wolotschajewo (Волочаево) | Raudonatschen/Kattenhof   |

## Kirche

### Evangelisch

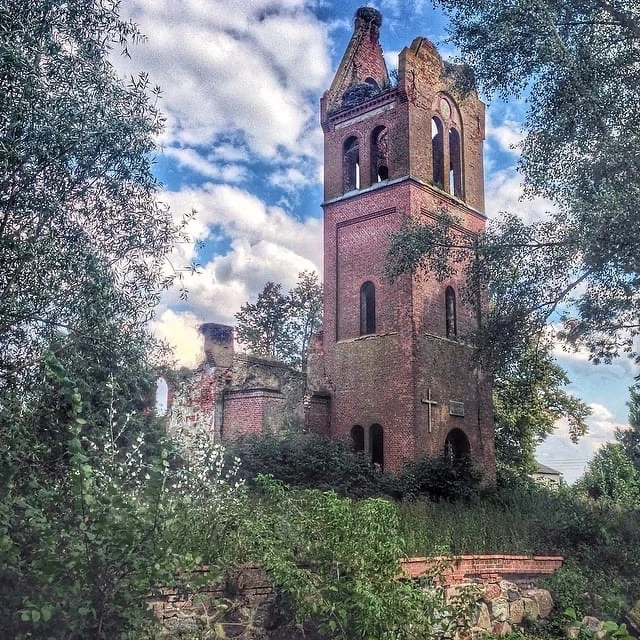
Ruine der Kraupischkener Kirche

#### Kirchengebäude
Im Jahre 1555 wurde in Kraupischken eine Kirche errichtet, die jedoch 1740 ein Raub der Flammen wurde. Im Jahre 1772 wurde eine neue Kirche erbaut, die 1893 einen Turm erhielt. Heute stehen nur noch die Außenmauern des Kirchengebäudes.

#### Kirchengemeinde
Von Insterburg (heute russisch Tschernjachowsk) aus wurde 1554 in Kraupischken eine lutherische Kirchengemeinde eingerichtet, die zugleich eine Pfarrstelle (ab 1706 eine zweite Stelle) erhielt. Zunächst zur Inspektion Insterburg zugehörig war sie bis 1945 in den Kirchenkreis Tilsit-Ragnit/Diözese Ragnit innerhalb der Kirchenprovinz Ostpreußen der Kirche der Altpreußischen Union eingegliedert. 1856 zählte das Kirchspiel 6.974 Gemeindeglieder, die in mehr als 60 Dörfern und Ortschaften lebten.
Als erster Geistlicher an der Kirche Kraupischken wirkte hier bis 1563 Pfarrer Augustin Jamund, der das Neue Testament und Martin Luthers Katechismus in die Litauische Sprache übersetzte und ein litauisches Gesangbuch zusammenstellte.
Heute liegt Uljanowo im Einzugsbereich der in den 1990er Jahren neu entstandenen evangelisch-lutherischen Gemeinde in Schtschegly (Saugwethen, 1938–1946 Saugehnen) in der Kirchenregion Gussew (Gumbinnen) innerhalb der Propstei Kaliningrad der Evangelisch-lutherischen Kirche Europäisches Russland.

### Orthodox
In Uljanowo hat die Russisch-orthodoxe Kirche ein eigenes Kirchengebäude errichtet. Die Gemeinde gehört zur Diözese Kaliningrad und Baltijsk.

## Verkehr
Durch Uljanowo führt die Regionalstraße 27A-040 (ehemals A 198, einstige deutsche Reichsstraße 132) von Gussew (Gumbinnen) nach Sowetsk (Tilsit). Mit diesen Städten sowie mit Tschernjachowsk (Insterburg) besteht eine tägliche Omnibusverbindung.
Bis 1945 war der Ort Endstation der Insterburger Kleinbahnen für die  Bahnstrecke von Insterburg (Tschernjachowsk) und die Bahnstrecke von Ragnit (Neman).

## Persönlichkeiten
- Olga Friedemann (1857–1935), Grablege in Kraupischken, Aktivistin
- Bernhard Schlenther (1842–1911), geboren auf Gut Breitenstein, Landrat
- Andreas Matthias Hofer (1907–1989), Landwirt und Politiker, Mitglied des Landtags von Schleswig-Holstein